# Slangrivier
Slangrivier (signifie rivière serpent en afrikaans) est un village d'Afrique du Sud situé dans la province du Cap-Occidental. Le nom du village décrit le chemin sinueux de la rivière qui traverse la localité.

## Localisation
Accessible par Port Beaufort Street ou par Malgas Street, Slangrivier est situé à environ 15 km au sud-ouest de Heidelberg.

## Démographie
Selon le recensement de 2011, Slangrivier compte 3 011 habitants (96,01 % de coloureds, 2,13 % de noirs et 0,66 % de blancs).
L'afrikaans est la principale langue maternelle de la population locale (96,02 %) devant l'anglais sud-africain (2,07 %).

## Historique
Les premiers habitants étaient des survivants d'un naufrage survenus dans la baie de Stilbaai qui s'étaient établies dans une zone relativement isolé.
Le village de Slangrivier est officiellement établi en 1838 par Sir George Grey, gouverneur de la colonie du Cap, pour une vingtaine de familles indigènes en remerciement de leur loyauté aux autorités coloniales lors de la 6ème guerre de frontières. Slangrivier s'est ensuite développé comme communauté indigène comprenant plusieurs milliers d'habitants.

## Tourisme
Le sentier de Xairu Blue Crane commence à Slangrivier et se termine au village côtier de Witsand. Slangrivier abrite également le Johnique Johannes Bird Sanctuary